# Промисловий регіон Кесон
Промисловий регіон Кесон — спеціальний адміністративний район Північної Кореї, заснований у 2002 році в місті Кесон, підпорядкований уряду Північної Кореї.
Регіон є експериментальним полем для вільної торгівлі, реформ та співпраці з Південною Кореєю. У регіоні діє технопарк створений згідно з чотирма угодами між двома корейськими країнами про торгівлю та оподаткування.
Цей регіон має внутрішню автономію та пов'язаний економічно з Південною Кореєю (автомобільний та залізничний шляхи, підключення до південнокорейської енергосистеми та телефонної мережі).
У березні 2005 року тут відкрили свої заводи 15 південнокорейських компаній. В кінці 2007 року було вже 250 компаній, які давали працю 100 тис. працівників. Станом на червень 2010 року, на 110 заводах було зайнятих близько 42 тисячі працівників з КНДР і 800 з Південної Кореї.
Технопарк є для Північнокорейського режиму джерелом валютних надходжень, а для південнокорейських компаній — способом наймати освічену, кваліфіковану та дешеву робочу силу, яка, крім того, вільно говорить корейською мовою. Однак зона зіштовхується з низкою перешкод. Серед найбільш актуальних є економічні санкції США проти КНДР, які забороняють імпорт ключових технологій і товарів, на приклад, комп'ютерів.
У 2012 році заробітна плата північнокорейських працівників становила близько $160 на місяць, приблизно п'яту частину південнокорейської мінімальної заробітної плати та близько чверті типової китайської заробітної плати.